# 20784 Trevorpowers
20784 Trevorpowers este un asteroid din centura principală de asteroizi.

## Descriere
20784 Trevorpowers este un asteroid din centura principală de asteroizi. A fost descoperit pe 6 septembrie 2000 la Socorro, New Mexico, în cadrul proiectului LINEAR. Asteroidul prezintă o orbită caracterizată de o semiaxă mare de 2,41 ua, o excentricitate de 0,07 și o înclinație de 5,4° în raport cu ecliptica.